# Christian Jagusch
Christian Jagusch (ur. 13 lipca 1992) – niemiecki lekkoatleta specjalizujący się w pchnięciu kulą. 
W 2011 zdobył brązowy medal mistrzostw Europy juniorów. Reprezentant kraju w zimowym pucharze Europy w rzutach i meczach międzypaństwowych juniorów.  
Rekordy życiowe w pchnięciu kulą seniorską o wadze 7,26 kg: stadion – 20,10 (30 maja 2015, Neubrandenburg); hala – 19,87 (17 stycznia 2015, Sassnitz).

## Osiągnięcia
| Rok  | Impreza                        | Miejsce               | Pozycja            | Wynik |
| ---- | ------------------------------ | --------------------- | ------------------ | ----- |
| 2011 | Mistrzostwa Europy juniorów    | Tallinn               | 3. miejsce         | 19,80 |
| 2013 | Zimowy puchar Europy w rzutach | Castellón de la Plana | 10. miejsce (U-23) | 16,79 |
| 2015 | Halowe mistrzostwa Europy      | Praga                 | el. – 18. miejsce  | 19,11 |